# Kweilingia
Genre
Synonymes
- Tunicopsora Suj. Singh & P. C. Pandey[2]

Kweilingia est un genre de champignons basidiomycètes de la famille des Phakopsoraceae.

## Liste d'espèces
Selon BioLib (8 février 2019) :
- Kweilingia bagchii (Suj. Singh & P.C. Pandey) Buriticá
- Kweilingia bambusae (Teng) Teng

Selon Catalogue of Life (8 février 2019) et Index Fungorum (8 février 2019) :
- Kweilingia americana Buriticá & J.F. Hennen 1998
- Kweilingia bagchii (Suj. Singh & P.C. Pandey) Buriticá 1998
- Kweilingia bambusae (Teng) Teng 1940
- Kweilingia divina (Syd.) Buriticá 1998